# Rachel Dincoff
Rachel Dincoff (* 24. Dezember 1993 in Waterloo, Indiana) ist eine US-amerikanische Leichtathletin, die sich auf den Diskuswurf spezialisiert hat.

## Sportliche Laufbahn
Rachel Dincoff studierte an der Auburn University und war nach ihrem Studium neben ihrer Sportlertätigkeit als Trainerin tätig. 2021 nahm sie an den Olympischen Sommerspielen in Tokio teil und schied dort mit 56,22 m in der Qualifikationsrunde aus. Im Jahr darauf verpasste sie bei den Weltmeisterschaften in Eugene mit 57,62 m den Finaleinzug und gewann anschließend bei den NACAC-Meisterschaften in Freeport mit 61,56 m die Bronzemedaille hinter ihrer Landsfrau Laulauga Tausaga und Denia Caballero aus Kuba.